# Pfarrhaus (Kleinbardorf)

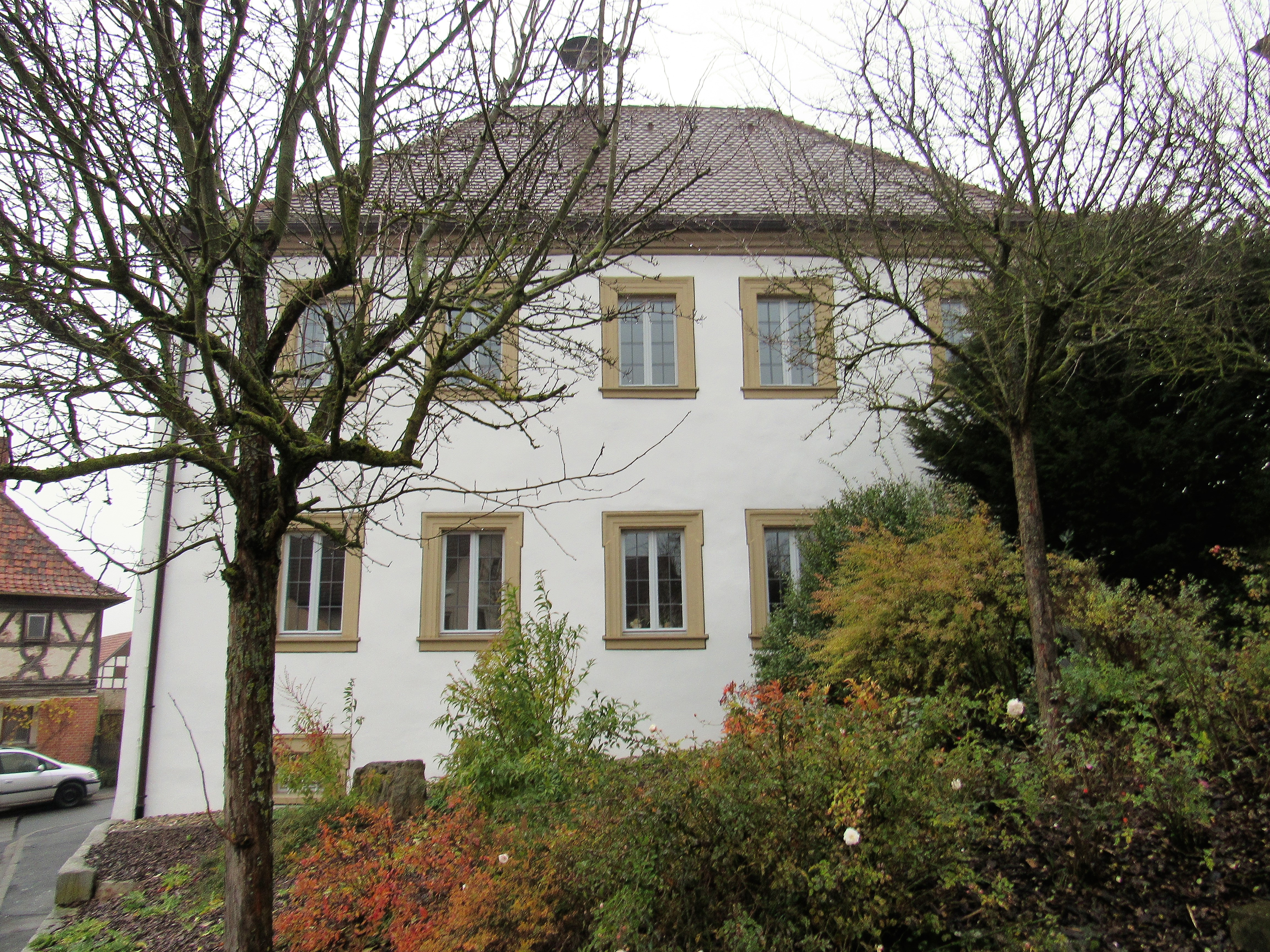
Das Pfarrhaus in Kleinbardorf

Das Pfarrhaus in Kleinbardorf, einem Ortsteil von Sulzfeld im unterfränkischen Landkreis Rhön-Grabfeld,  wurde um das Jahr 1730 erbaut.
Das Haus in der Hinteren Gasse 4 ist ein geschütztes Baudenkmal.
Es ist ein massives zweigeschossiges Gebäude mit Walmdach. Es hat zwei zu fünf Fensterachsen und ein Rundbogenportal.